# Eggerberg
Eggerberg (Walliserdeutsch: Eggerbärg) ist eine politische Gemeinde und eine Burgergemeinde mit einem Burgerrat im Bezirk Brig sowie eine Pfarrgemeinde des Dekanats Visp im deutschsprachigen Teil des Kantons Wallis in der Schweiz. Teile des Gemeindegebietes gehören zum Weltnaturerbe Jungfrau-Aletsch-Bietschhorn der UNESCO. 

## Geografie
Eggerberg liegt im deutschsprachigen Oberwallis auf der Südseite der Berner Alpen auf der nördlichen Talseite des Rhonetals. Die Gemeinde besteht aus den Dörfern Eggerberg und Eggen, den Weilern Finnu (Finnen), Mühlackern, Wirmschland, Weitematte, Schliecht, Nest, Engernhaus, Berg, Lipboden, Halta, Zum Stadel, Rohrli, Hohwang, den Gebieten Wang und Wyer im Voralpengebiet sowie verschiedenen Alpweiden. Das Dorf ist Teil der Agglomeration Brig-Visp-Naters. Die Nachbargemeinden von Eggerberg sind im Norden eine Exklave von Baltschieder, im Osten Naters, im Süden Lalden, im Südwesten Baltschieder und im Nordwesten Ausserberg.

### Flächennutzung
Im Jahr 2009 bestand die Gemeindefläche von 6,0 km2 zu 15,2 % aus Landwirtschafts- und zu 6,0 % aus Siedlungsfläche. Historisch betrachtet bedeutet das eine Zunahme der Siedlungsfläche seit 1985 um 11 ha. Die bestockte Fläche (d. h. Gehölz, Wald) machte 62,1 % aus, der restliche Anteil galt als unproduktive Fläche.

## Geschichte
Die Gemeinde wurde 1307 zum ersten Mal unter dem Namen «Ecun» erwähnt. Fünf Jahre später wird die Ortschaft erstmals als «communitas» (Latein für Gemeinde) bezeichnet, damals war das Dorf noch unter der Herrschaft des Zenden Brig. Im Spätmittelalter stand der Ort unter der Gerichtsbarkeit der Herren in Raron. Im Laufe der Zeit entwickelte sich der Dorfname von «Eccun» über «Eccon» bis hin zu «Egcon». Eggen, heute ein Weiler, war früher Hauptdorf der verstreuten Siedlung. Das Gemeindehaus im Berg wurde 1658 gebaut, 1798 gehörten sieben bewohnte Weiler zum Dorf. 1854 wurde der Weiler Finnu eingemeindet. Heute setzt sich die Gemeinde Eggerberg aus insgesamt 13 Weilern zusammen und hat eine vielfältige Vereinslandschaft.

## Bevölkerung
Eggerberg hatte im Jahr 2016 341 Einwohner in 150 Haushalten, davon waren rund 95,9 % Schweizerinnen und Schweizer und 4,1 % Ausländerinnen und Ausländer. Die Bevölkerung umfasste 47 Jugendliche und 294 Erwachsene, davon wiederum waren 65 Einwohnerinnen und Einwohner 65 Jahre alt oder älter. 1,7 % der Bevölkerung lebte von Sozialhilfe.
Die Bewohner werden umgangssprachlich «Grieniga» genannt, in Anlehnung an die Farbe der heimischen Smaragdeidechsen.
| Bevölkerungsentwicklung | Bevölkerungsentwicklung | Bevölkerungsentwicklung | Bevölkerungsentwicklung | Bevölkerungsentwicklung | Bevölkerungsentwicklung | Bevölkerungsentwicklung      | Bevölkerungsentwicklung | Bevölkerungsentwicklung | Bevölkerungsentwicklung | Bevölkerungsentwicklung | Bevölkerungsentwicklung | Bevölkerungsentwicklung | Bevölkerungsentwicklung |
| ----------------------- | ----------------------- | ----------------------- | ----------------------- | ----------------------- | ----------------------- | ---------------------------- | ----------------------- | ----------------------- | ----------------------- | ----------------------- | ----------------------- | ----------------------- | ----------------------- |
| Jahr                    | 1802                    | 1850                    | 1860                    | 1870                    | 1900                    | 1910                         | 1920                    | 1950                    | 2000                    | 2010                    | 2012                    | 2014                    | 2016                    |
| Einwohner               | 153                     | 217                     | 241                     | 197                     | 224                     | 622 (Bau der Lötschbergbahn) | 262                     | 344                     | 382                     | 341                     | 342                     | 334                     | 341                     |

## Politik

### Gemeinde
Der fünfköpfige Gemeinderat ist das ausführende Gremium (Exekutive). Gemeindepräsident ist Ivan Wasmer (Stand 2024).

### Nationale Wahlen
Bei den Nationalratswahlen 2015 betrugen die Wähleranteile in Eggerberg: CVP 48,0 %, SVP 33,2 %, SP 16,8 %, Grüne 1,4 %, FDP 0,5 %.

## Wirtschaft
Während Eggerberg selbst einige Kleinbetriebe vorweist, gibt es im benachbarten Visp deutlich mehr Arbeitsplätze.  Der Tourismus spielt eine kleinere Rolle: Die Gemeinde gehört mit Steg-Hohtenn, Baltschieder und Ausserberg zum Verkehrsverein «Sonnige Halden» und lockt mit einem gut ausgebauten Netz an Wanderwegen, welches insgesamt 40 km lang ist. Als Werbeslogan wählte das Dorf «Smaragd am Lötschberg».

### Verkehr

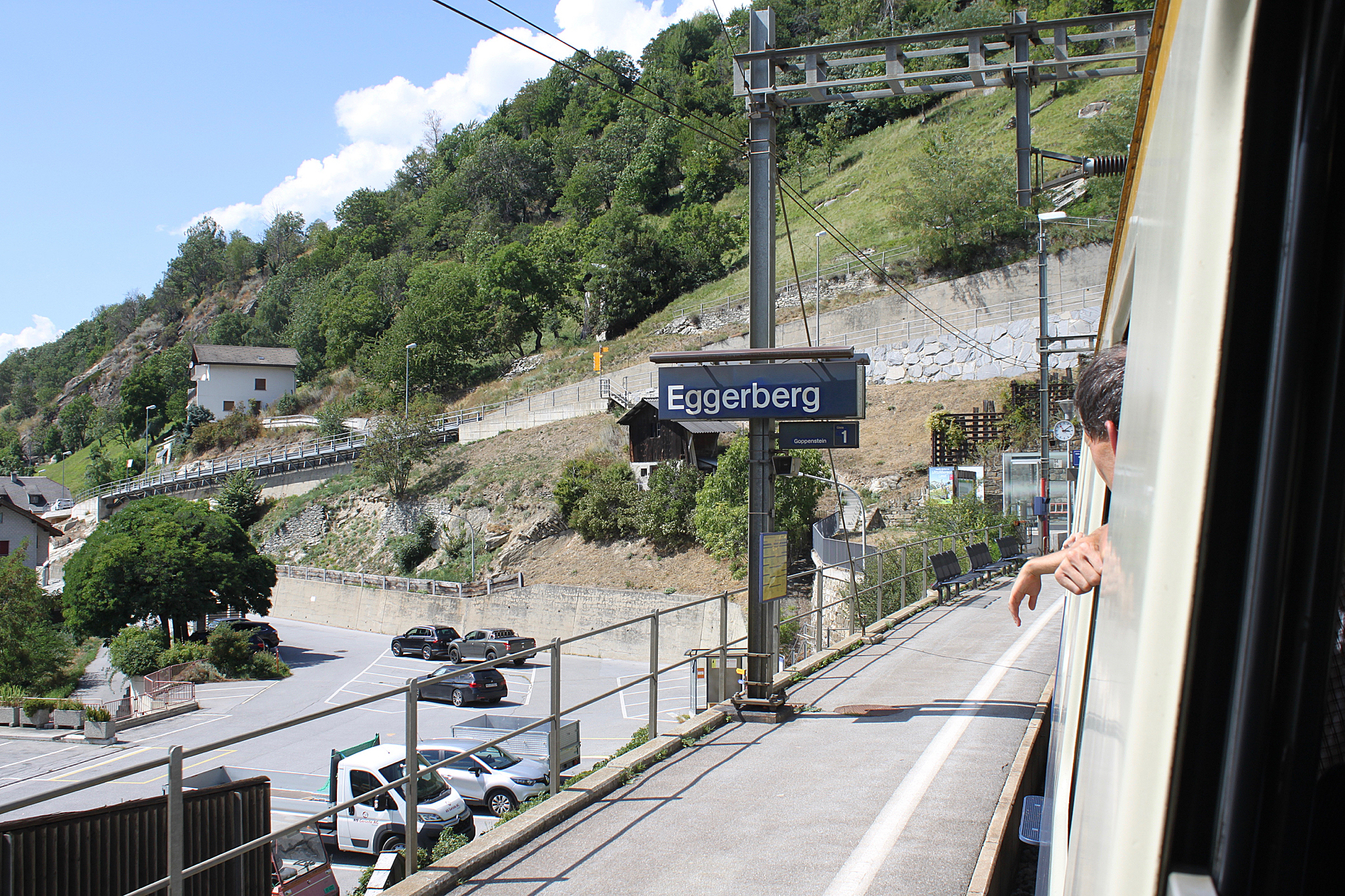
Bahnhof Eggerberg, vom BLS-Zug aus gesehen

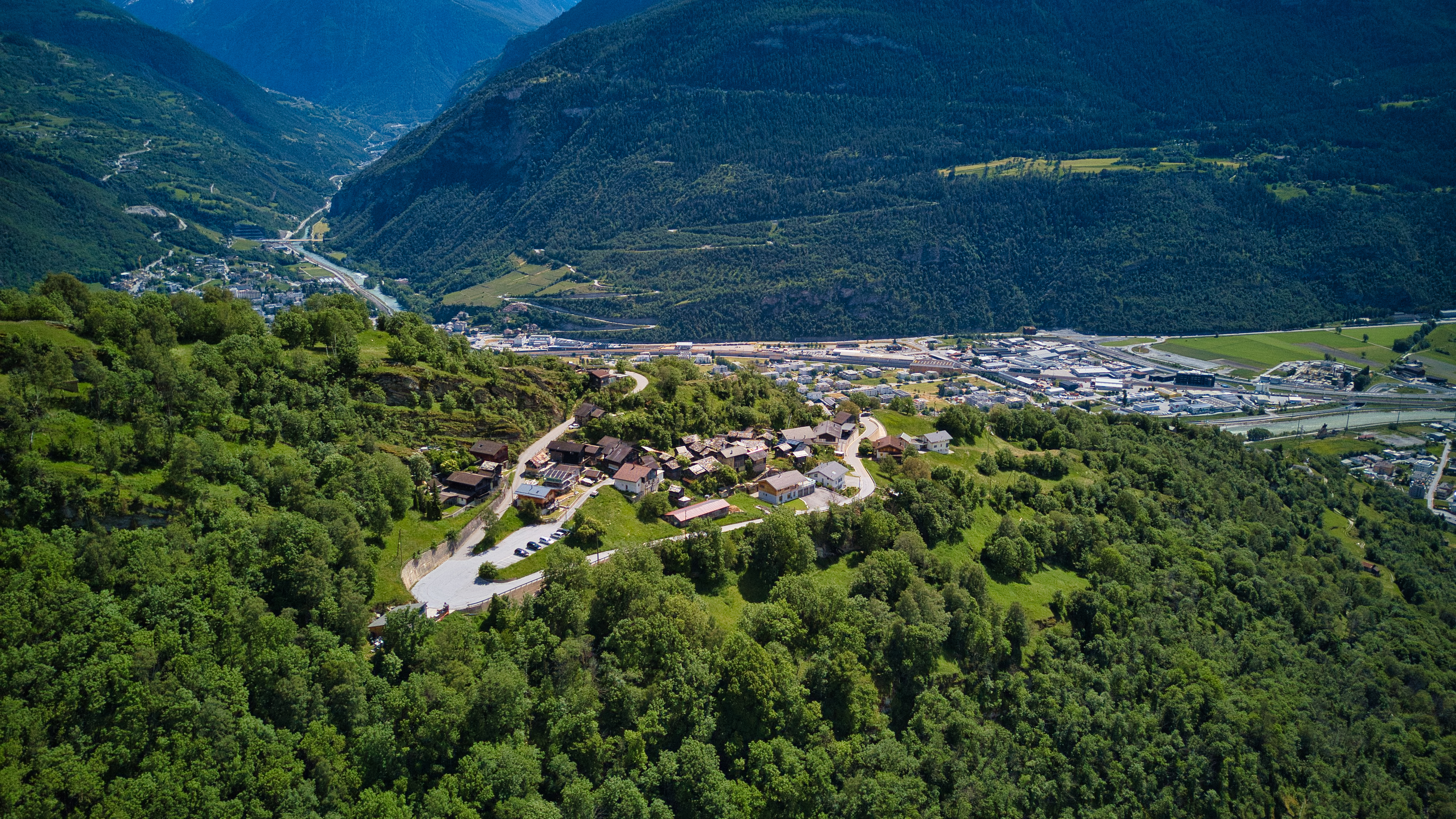
Eggen auf oberhalb Eggerberg (2024)

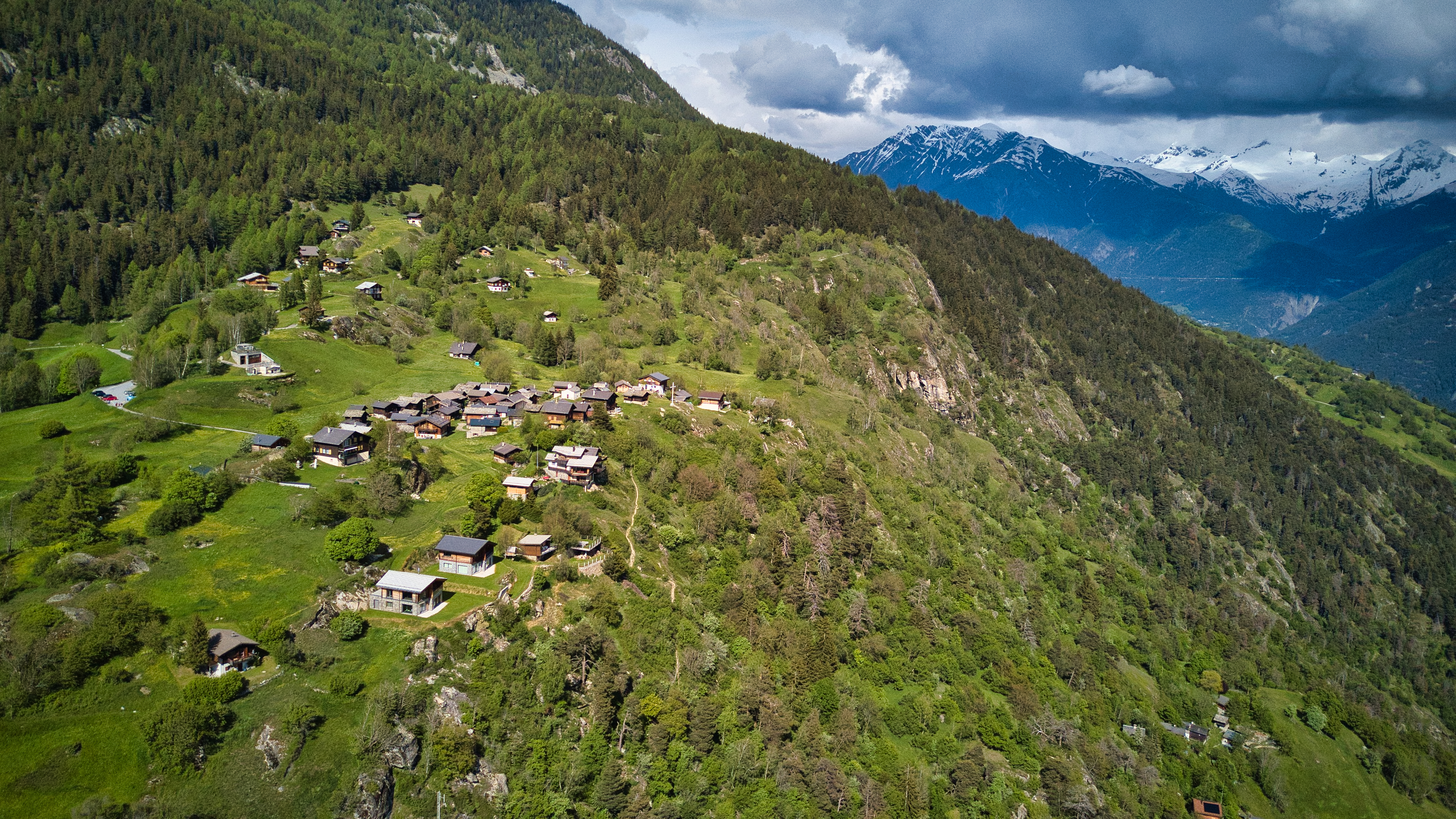
Weiler Finnen auf oberhalb Eggerberg (2024)

Eggerberg ist gut an die Hauptstrasse 9 angebunden, welche von Sitten her über Visp und Brig via Simplonpass nach Italien führt. So ist das Dorf ganzjährig per Auto erreichbar. Zudem ist die Gemeinde mit dem Postauto von Visp her erreichbar. Eggerberg verfügt auch über einen unbedienten Bahnhof, welcher von der BLS befahren wird.

## Sehenswürdigkeiten
Eggerberg besitzt drei Kapellen, wovon die St. Agatha-Kapelle in Eggen und die Muttergotteskapelle in Finnen die wichtigsten sind. Zwei weitere mussten abgerissen werden, ihre Fundamente blieben aber erhalten. Auf dem Grundstück der ehemaligen St. Josefkapelle errichtete man 1863 in Mühlackern die Pfarrkirche, nachdem Kirchgänger jahrhundertelang nach Naters oder Glis pilgern mussten. Weitere sehenswerte Orte umfassen den Triel von Mühlackern, eine altertümliche Wein- und Obstpresse, die historische Wasserleite (Suone) «Gorperi» bei «Mehrheji», zwei Harzöfen im «Schmittuwald» sowie den künstlerisch gestalteten Dorfplatz.